# Karad
Karad es una ciudad y  municipio situada en el distrito de Satara en el estado de Maharashtra (India). Su población es de 53879 habitantes (2011). Se encuentra en la confluencia de los ríos Koyna y Krishna, a 46 km de Satara y a 255 km de Bombay.

## Demografía
Según el censo de 2011 la población de Karad era de 53879 habitantes, de los cuales 27134 eran hombres y 26745 eran mujeres. Karad tiene una tasa media de alfabetización del 89,05%, superior a la media estatal del 82,34%: la alfabetización masculina es del 93,05%, y la alfabetización femenina del 85,03%.